# Citron Ponderosa
Citrus x limon ponderosa
Espèce
Classification phylogénétique
Synonymes
Citrus x limon Swingle

Le Citron ponderosa (Citrus limon Burm. f. ponderosa Hort.) est un gros agrume décoratif américain hybride de cédratier (C. medica) et de pamplemoussier (C. maxima).
Sa notoriété est forte aux U.S.A. dont il serait natif et où il est commercialisé depuis 1900 comme plante décorative.

## Dénomination

### Taxonomie
Citrus limon cv. Ponderosa, Citrus x limon Swingle ou Citrus limon Burm. f. ponderosa Hort. sont synonymes. Cette dernière dénomination est admise dans les publications académiques actuelles depuis 1931.
Citrus pyriformis Hassk. (Clas. Tanaka) ou C. limon Burm. f. var. pyriformis a été publié en 1842. Il est soit synonyme de Citrus medica (cédratier), soit de Citrus grandis var. pyriformis (Hassk.) Karaya, Sborn. Nauch. Tr. Prikl. Bot. Genet. Selek. 112: 66 (1987) qui est un pamplemoussier de Java dont le nom commun est Djöruk pandjang et qui «pousse à Java à l'état sauvage et dans les jardins» écrit Cornelis Leendert van der Burg (1885). Citrus pyriformis est aussi le nom donné à la lumie Poire du commandeur: Citrus lumia pyriformis chez Loiseleur-Deslongchamps (1816).
International Society of Citriculture (Valencia, novembre 2012) admet Citrus x limon Swingle et Citrus pyriformis Hassk. comme synonymes, ce qui est difficilement soutenable vu que le citron ponderosa n'est pas piriforme et qu'il est apparu 45 ans après la description de Justus Carl Hasskarl puisque selon Webber (1943) le citron ponderosa a été obtenu vers 1887 d'un semis de hasard par George Bowman de Hagerstown, Maryland.
Citrus ponderosa était déjà employé en 1899 par Revd. H. Morton qui exposa à la Trinidad Agricultural Society un citronnier à gros fruits, probablement une variété de Citrus medica. Auguste Chevalier (1943) parle de Citrus limon var. verrucosa Hort. (Ponderosa) qui est synonyme de Citrus ×taitensis Risso 1844. On rencontre aussi Citrus limonum var. Ponderosa.
Il ne doit pas être confondu avec le citron Yuma Ponderosa (qui n'est pas un citron mais un pamplemousse), porte-greffe obtenu à Yuma, Arizona.

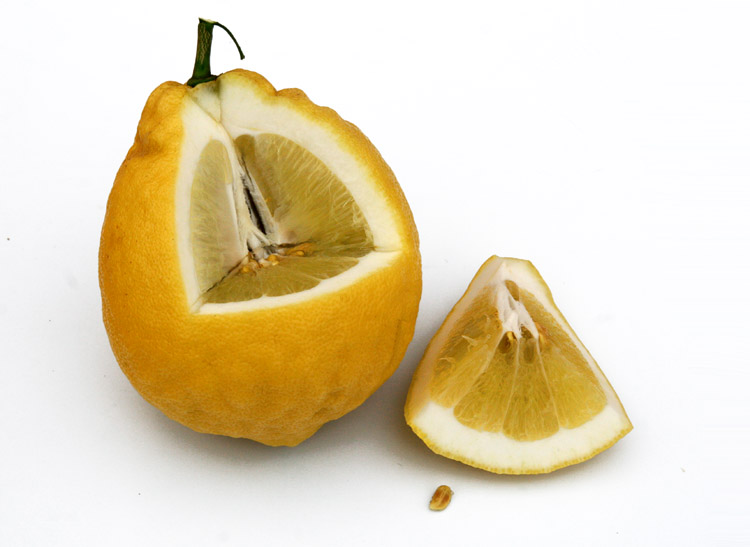
en coupe

### Nom commun
Le citronnier ponderosa est appelé aux U.S.A. American Wonder et Giant American Lemon (il peut s'agir d'un cultivar distinct de citron ponderosa). Ponderosa est un mot espagnol qui signifie lourd. Ce nom est donné par Gonzalo Ramlrez (1915) dans sa description El Limon gigante « ponderosa » de La Revista agricola, Mexico, vol. II.
En Pologne où la plante a été introduite par Szczepan Pieniążek il a le nom de cytrynę skierniewicką, agrume de Skierniewice.

## Description

### Génétique
De 1967 à 2001, la distance génétique importante entre Ponderosa et Song Panache et 45 variétés de citronniers est mise en évidence. Ponderosa était supposé un hybride de cédrat et de citron (Citrus lemon), filiation qu'on trouve toujours sur le site de Givaudan Citrus Variety Collection at UCR qui le suppose provenir d'un semis de hasard vraisemblablement de citron italien.

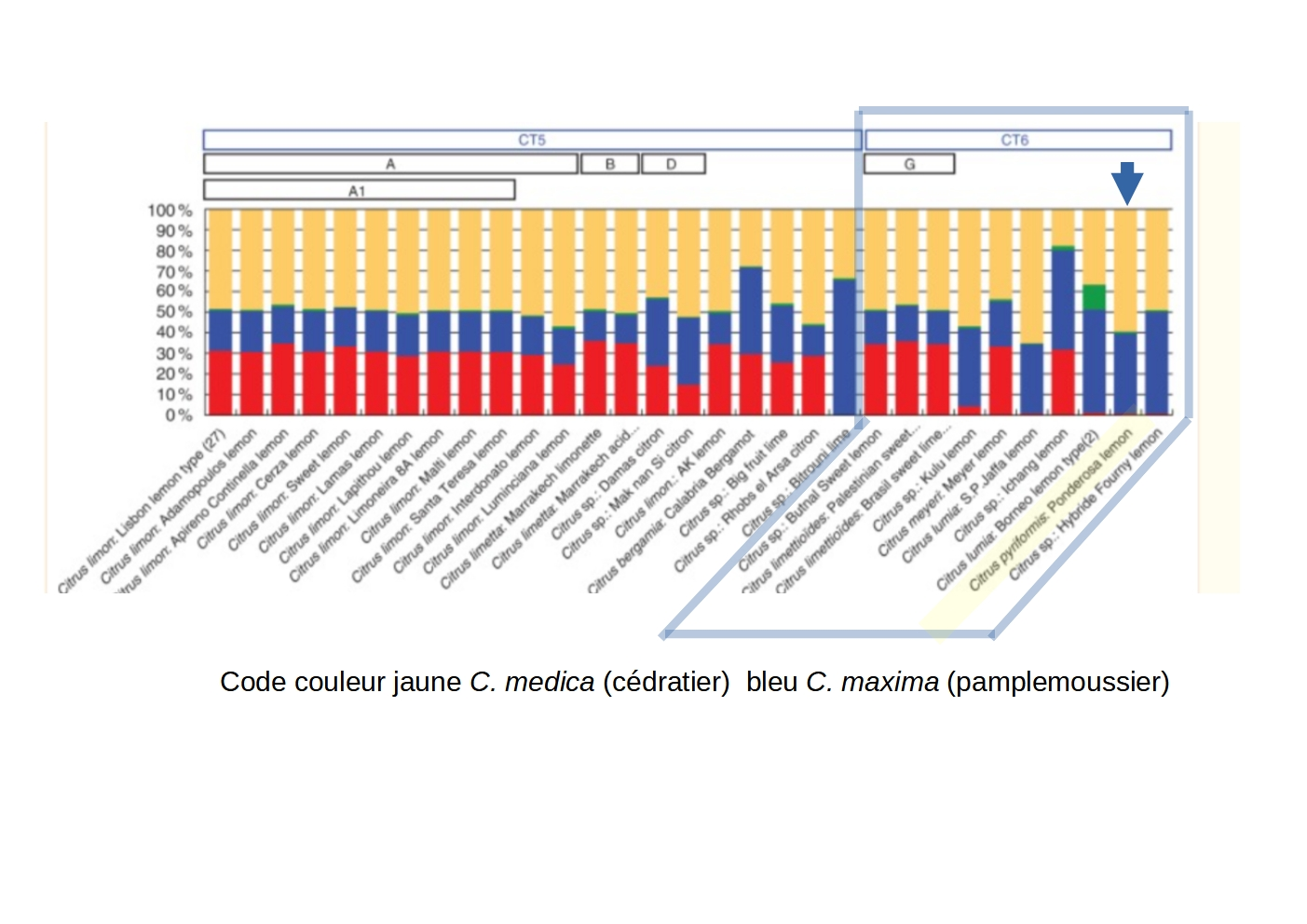
Diagramme de métissage du groupe CT6 - à droite - de Curk et al. (2016): Jaffa, Ponderosa (fléché) et l'hybride Fourny - complètement à droite - sont les seuls à avoir une phylogénie uniquement cédrat (jaune) x pamplemoussier (bleu)

F. Curk et al. en 2016 définissent 6 types cytoplasmiques dont les CT5 et CT6. Le groupe 6 est un ensemble dont les cultivars (des citrons et des limettes) ont une structure nucléaire avec une contribution proche de 50% de cédratier (C. medica) et de pamplemoussier (C. maxima) et une contribution de mandarinier (C. reticulata en rouge sur l'illustration) et de C. micrantha en vert). Font exception un petit clade de 3 membres: le citron Jaffa, Ponderosa et le citron Hybride Fourny qui ont une hérédité uniquement  pamplemoussier (C. maxima) x cédratier (C. medica). «Les  citrons Ponderosa et Jaffa présentent des allèles homozygotes C. maxima et C. medica, suggérant une origine complexe, éventuellement une origine de type F2 ». La phylogénie est confirmée chez Manuel Talon et al. (2020).

### Morphologie
C'est un petit arbre peu vigoureux de 3 à 4 m. Généralement greffé sur un porte-greffe nanifiant, sa croissance lente le destine au palissage. Sa floraison remontante, sa fructification abondante, l'excellente tenue des gros fruits bosselés sur l'arbre lui ont valu un succès commercial en Floride et en Californie.

#### Feuilles
Les feuilles d'un vert profond et les courtes épines. «Les pétioles des feuilles sont plus ou moins ailés, indiquant une possible parenté étroite avec le pomelo ou le pamplemousse».

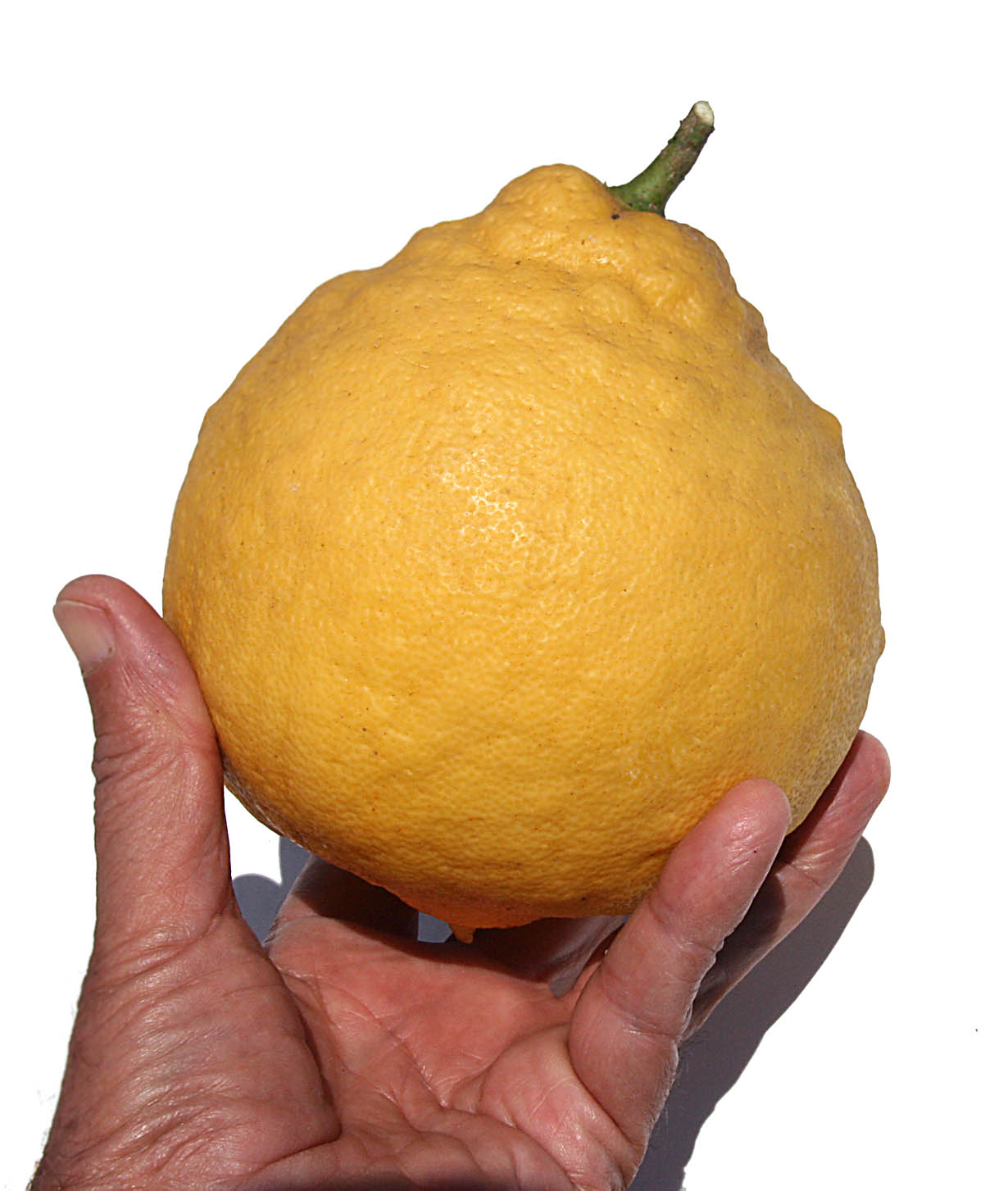
Fruit d'environ 15 cm

#### Fruits
La forme du fruit varie de sphérique à obovale, la base est aplatie, l'apex peut être mamelonnée, la peau est rugueuse. The Manufacture of Poi from Taro in Hawaii (1931) décrit American Wonder comme variante de Ponderosa donnant une fruit hémisphérique, en partie en forme de citron.
Le diamètre maximum et la hauteur du fruit sont de 11 à 15 cm. Il est peu dense par rapport au cédrat, le poids du fruit est 0,65 à 1 kg. La peau est jaune à maturité. Le fruit murit lentement, il passe du jaune clair à un jaune légèrement orangé. Comme le citron, et à la différence du cédrat, il peut rester sur l'arbre pendant des mois. L'albedo est plus mince que celui du cédrat, il contient une flavanone particulière, la citronetine (2-phényl-3,4-dihydro-2H-1-benzopyrane).

#### Fleurs

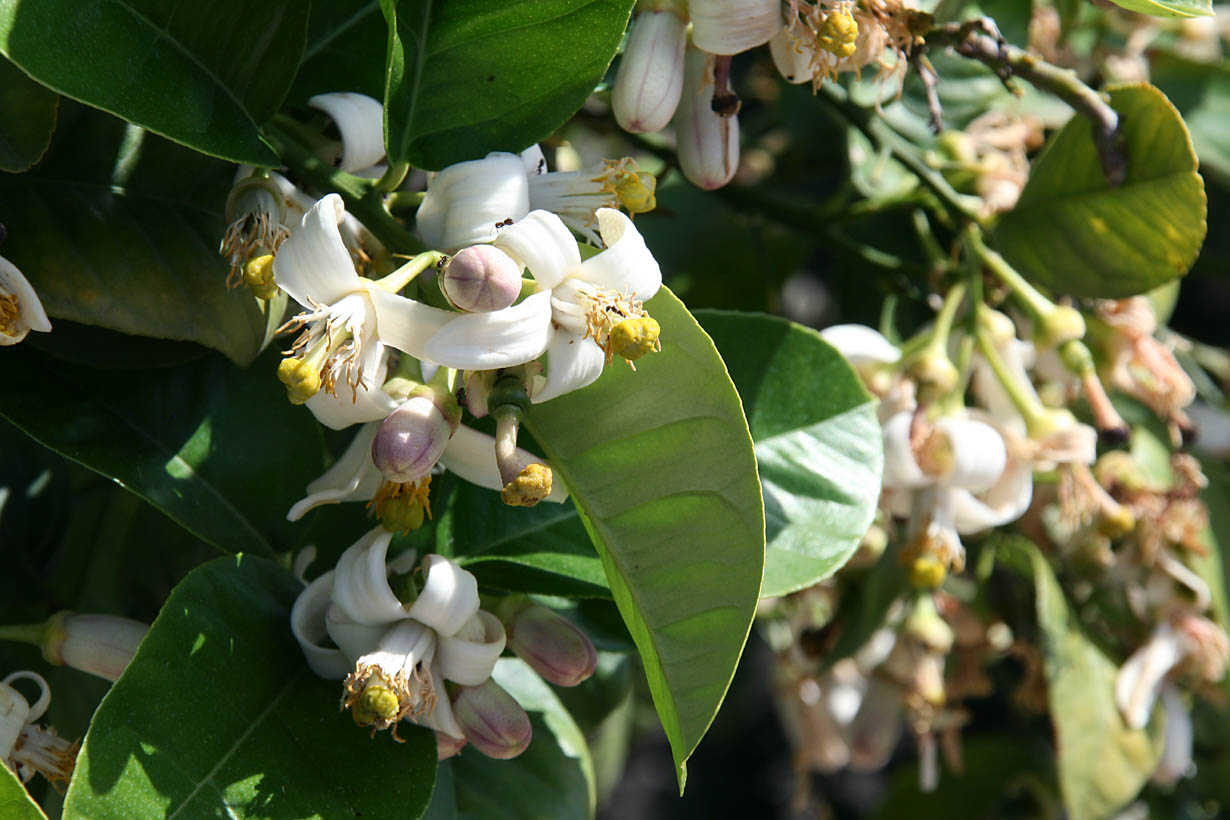
Fleurs blanches en grappes, bouton floral légèrement violacé, grande taille de la fleur évoquant le pamplemousse

Les fleurs sont blanches, odorantes, serrées en grappes qui engendrent souvent des fruits groupés. L'arbre fleurit au printemps et en automne.

### Culture
La rusticité est celle de la plupart des agrumes, zone de rusticité USDA 9 à 11, mais grâce à sa vigueur il supporte la culture en pot à l'intérieur. Comme le cédratier, il n'aime pas le vent. La plante préfère les climats tempérés ou chauds dans lesquels elle commence à fructifier à 2 ans s'il vient de boutures ou de greffe, à 3 ans s'il vient de semis. La production est surtout abondante à l'âge de 8 à 20 ans, jusqu'à 200 fruits/arbre.
La reproduction par bouturage demande 25 à 40 jours pour l'enracinement, autrement dit un peu plus longtemps que le citronnier.

## Utilisation
Il s'agit d'un agrume décoratif, le fruit n'a jamais donné lieu à commercialisation même s'il est consommable comme un autre citron acide.

### Agrume décoratif
Il a été commercialisé comme tel en 1900 et il a aux U.S.A. une notoriété qui perdure. Le ponderosa du pépiniériste Logee's à Danielson, Connecticut a été acheté et planté en 1900 par le fondateur William D. Logee, puis, devenu grand, transplanté en pleine terre où il a poursuivi sa croissance nécessitant la construction d'une serre dédiée. Cet arbre est une attraction touristique nationale.

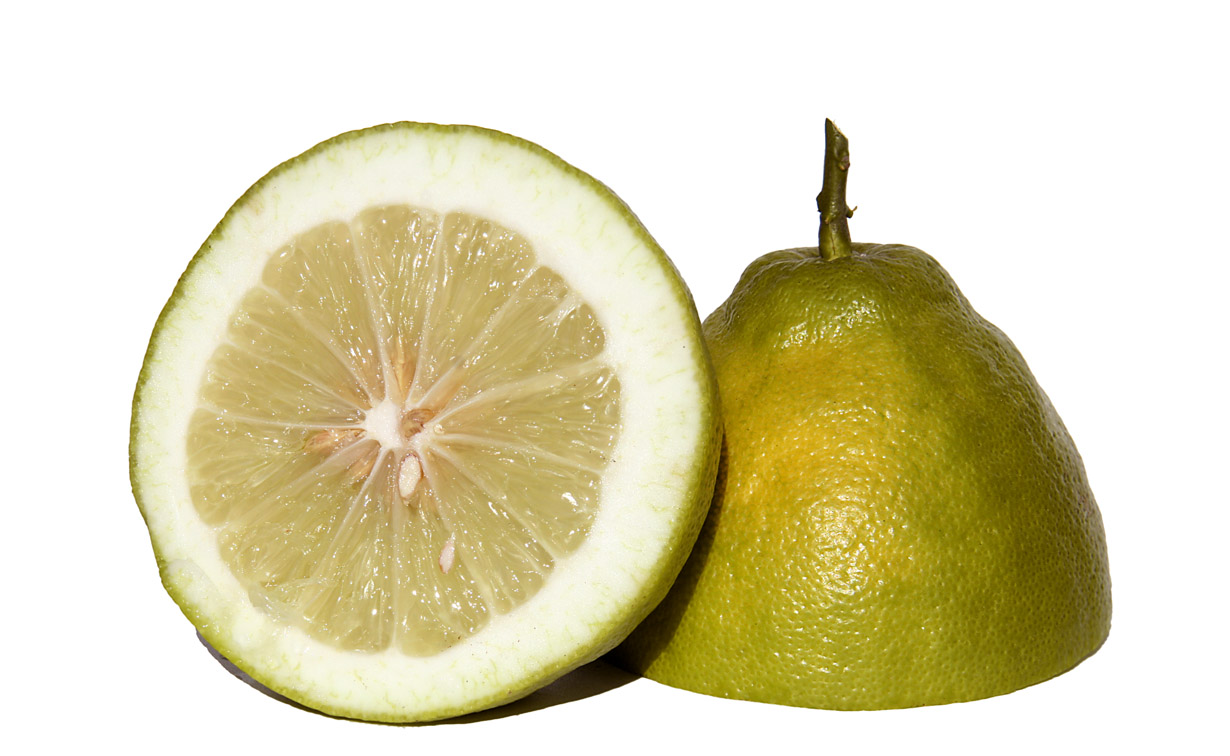
Le jus s'utilise comme celui du citron acide

### Le gout du citron
Le jus est proche de celui du citron, ils peuvent s'employer indifféremment. Ponderosa est à presque uniquement utilisé pour la confiserie et les boissons, les essences de fleur et du fruit. Le jus très abondant contient 5 % d'acide citrique.

### Huile essentielle
Le rendement en H.E. du péricarpe est 0,45 %. Parmi les 94 composés identifiés le principal est D-limonène (75,6 %). Ping-Hsien Yeh trouvait quant à lui 90,6 %, avec un fraction de d-limonene dihydrochloride. Selon Eric Leroy (2016) le parfum de l'huile essentielle n'a ni le piquant du citron ni la suavité du cédrat.
L'H.E. a une activité antioxydante, anti-inflammatoire, antimicrobienne et cytotoxiques.